# Liste bekannter Opus-Dei-Mitglieder
Die Liste bekannter Opus-Dei-Mitglieder führt Persönlichkeiten auf, deren Mitgliedschaft bei Opus Dei belegt ist und deren Veröffentlichung keine Verletzung der Persönlichkeitsrechte darstellt. Die Auflistung erfolgt nach Kategorien unterteilt und alphabetisch.

## Bereiche

### Katholische Kirche
- Antonio Arregui Yarza – 2003–2015 Erzbischof von Guayaquil, Ecuador
- Juan Ignacio Arrieta Ochoa de Chinchetru – Kurienbischof der römisch-katholischen Kirche
- Hugo Nicolás Barbaro – 2008 Bischof von San Roque de Presidencia Roque Sáenz Peña, Argentinien
- Klaus Martin Becker – erster Numerarier des Opus Dei in Deutschland, Opus-Dei-Priester und Diözesanrichter des Erzbistums Köln
- Christoph Bockamp – 1996 Regionalvikar (Leiter) des Opus Dei in Deutschland
- Levi Bonatto – 2014 Weihbischof in Goiânia, Brasilien
- Joseph Maria Bonnemain – seit 2021 Bischof von Chur
- Ignacio Carrasco de Paula – 2010–2016 Kurienbischof der römisch-katholischen Kirche als Präsident der Päpstlichen Akademie für das Leben
- Fernando José Castro Aguayo – 2015 Bischof von Margarita, Venezuela
- Juan Luis Cipriani Thorne – 1999–2019 Erzbischof von Lima/Peru, 2001 Kardinal
- Alfonso Delgado Evers – 1994–2017 Erzbischof in San Juan de Cuyo/Argentinien
- Antonio Augusto Dias Duarte – 2005 Weihbischof in Rio de Janeiro/Brasilien
- Javier Echevarría Rodríguez – 1994 Prälat des Opus Dei und Titularbischof der römisch-katholischen Kirche, † 2016
- Josemaría Escrivá de Balaguer y Albás – Gründer des Opus Dei, † 1975, 2002 heiliggesprochen
- Mariano Fazio Fernández – ehemaliger Regionalvikar des Opus Dei in Argentinien, Bolivien und Paraguay, seit 2019 Auxiliarvikar der Personalprälatur Opus Dei
- Vladimir Felzmann – tschechisch-englischer Priester des Opus Dei von 1969 bis 1982, 1971–1975 enger Mitarbeiter Escrivás, bekannter Aussteiger, seit 1982 Diözesanpriester in London
- Jaime Rafael Fuentes Martín – 2010–2020 Bischof von Minas/Uruguay
- Ricardo Garcia Garcia – 2004 Bischof der römisch-katholischen Kirche, Prälat von Yauyos/Peru
- Luis Gleisner Wobbe – 2001–2014 Weihbischof in La Serena, Chile
- José Horacio Gómez Velasco – aus Mexiko stammender Erzbischof von Los Angeles, 2019 Vorsitzender der US-Bischofskonferenz
- Juan Ignacio González Errazuriz – 2003 Bischof von San Bernardo, Chile
- Montserrat Grases – ehrwürdige Dienerin Gottes, † 1959
- Francisco de Guruceaga Iturriza – 1973–2001 Bischof von La Guaira, Venezuela, † 2012
- Ramón Herrando y Prat de la Riba – 2002–2019 Regionalvikar des Opus Dei in Spanien
- Julián Herranz Casado – 1990 Kurienbischof, 2003–2007 Kurienkardinal der römisch-katholischen Kirche
- Theo Irrgang (1939–2023) – Priester des Opus Dei, Seelsorger und Religionslehrer
- Philippe Jean-Charles Jourdan – Bischof von Tallinn
- Marlies Kücking – Kölnerin, langjährige Mitarbeiterin Escrivás und Leiterin der Frauenabteilung des Opus Dei
- Klaus Küng – 1976–1989 Regionalvikar des Opus Dei in Österreich, 1989–2004 Bischof von Feldkirch, 2004–2018 Bischof von St. Pölten
- Juan Ignacio Larrea Holguín – 1983 erster Militärbischof in Ecuador, 1989–2003 Erzbischof von Guayaquil, † 2006
- Stephen Lee Bun Sang – 2014 Weihbischof in Hongkong, 2016 Bischof von Macau
- Carlos Lema Garcia – 2014 Weihbischof in São Paulo, Brasilien
- Rafael Llano Cifuentes – 2004–2010 Bischof von Nova Friburgo/Brasilien, † 2017
- Rogelio Ricardo Livieres Plano – seit 2004 Bischof von Ciudad del Este, Paraguay, 2014 Amtsenthebung durch Papst Franziskus, † 2015
- Cesar Martinez – Priester des Opus Dei, 1985–1987 Vizeoffizial und 1987–1995 Offizial des Bistums Osnabrück, 2008 Subsidiar der Kölner Opus-Dei-Pfarrei St. Pantaleon
- Anthony Muheria – 2008 Bischof in Kitui, 2017 Erzbischof in Nyeri, Kenia
- Fernando Ocáriz Braña – seit 2017 Prälat des Opus Dei
- Ignacio Maria de Orbegozo y Goicoechea – 1968–1998 Bischof von Chiclayo, Peru, † 1998
- Francisco Polti Santillán – 2006–2013 Bischof von Santiago del Estero, Argentinien
- Álvaro del Portillo y Diez de Sollano – Nachfolger Escrivás als Opus-Dei-Leiter, 1982 Prälat des Opus Dei, 1990 Titularbischof der römisch-katholischen Kirche, † 1994, 2014 seliggesprochen
- Hugo Eugenio Puccini Banfi – 1987–2014 Bischof in Santa Marta, Kolumbien
- Jaume Pujol Balcells – 2004–2019 Erzbischof von Tarragona, Spanien
- Hans-Stephan Puhl (1941–1997) – Leiter der Asien-Abteilung des Hilfswerkes Misereor, Publizist
- Adolfo Rodríguez Vidal – 1988–1994 Bischof von Los Angeles, Chile, † 2003
- German Rovira (1931–2022) – katalanischer Priester, von Escrivá in den 1950er Jahren nach Österreich entsandt, seit 1961 im Aufbau in Deutschland tätig, 1977 Gründer des Internationalen Mariologischen Arbeitskreises in Kevelaer (IMAK)
- Fernando Sáenz Lacalle – 1993–1997 Militärbischof in El Salvador, 1995–2008 Erzbischof in San Salvador
- Luis Sánchez-Moreno Lira – 1996–2003 Erzbischof von Arequipa, Peru, † 2009
- Paul Toshihiro Sakai – 2018 Weihbischof in Osaka, Japan
- Rolf Thomas (1934–2016) – eines der ersten deutschen Opus-Dei-Mitglieder, katholischer Priester
- Johannes B. Torelló (1920–2011) – katalanischer Psychiater und Priester des Opus Dei, Regionalvikar in Italien (ab 1958) und Österreich (1964–1976), langjähriger Pfarrer an der Peterskirche (Wien)
- Juan Antonio Ugarte Pérez – 2003–2014 Erzbischof in Cuzco, Peru
- Richard James Umbers – 2016 Weihbischof in Sydney, Australien

### Politik
- Pia Beckmann – deutsche Lokalpolitikerin (CSU), ehemalige Oberbürgermeisterin von Würzburg (2002–2008), davor Leiterin des Familienbundes der Katholiken (1991–2002), aus dem Opus Dei ausgetreten
- Paola Binetti – italienische Parlamentsabgeordnete, Mitglied der Unione di Centro
- Mariano Brito (1930–2014) – uruguayischer Rechtsgelehrter und Politiker, 1990–1993 Verteidigungsminister Uruguays
- Antonio Fontán (1923–2010) – spanischer Journalist und 1977–1979 erster Präsident des spanischen Senats nach dem Franco-Regime
- Ruth Kelly – 1997–2010 britische Politikerin (Labour Party), seit 2015 Pro-Vizekanzlerin der römisch-katholischen St. Mary’s University in London-Twickenham
- Joaquín Lavín – chilenischer Politiker (UDI), scheiterte 1999 als Präsidentschaftskandidat gegen Ricardo Lagos, war Minister unter Sebastián Piñera
- Vincenz Liechtenstein (1950–2008) – österreichischer Politiker (ÖVP)
- Gregorio López-Brávo de Castro (1923–1985) – 1962 spanischer Industrieminister unter Franco
- Laureano López Rodó (1920–2000) – 1957 Generalsekretär in der spanischen Staatskanzlei unter Franco, später Minister
- Kurt Malangré (1934–2018) – Oberbürgermeister (CDU) von Aachen (1973–1989) und Europaabgeordneter (1979–1999)
- Alberto Michelini – italienischer Politiker, Mitglied der Forza Italia und ehemaliger Europaabgeordneter (1984–1994)
- Mariano Navarro Rubio (1913–2001) – 1957–1965 spanischer Finanzminister unter Franco, 1965–1970 Leiter der spanischen Zentralbank (Banco de España)
- Antonio Pérez-Tenessa – hoher spanischer Regierungsbeamter, 1950 Generalsekretär des Opus Dei, 1956 Konsiliar (Regionalvikar) für Spanien, 1965 wegen politischer Differenzen ausgeschlossen, † 2006
- Adolfo Suárez (1932–2014) – spanischer Politiker, war Ministerpräsident (1976–1981) während der Transition in Spanien
- Alberto Ullastres Calvo (1914–2001) – 1957–1965 spanischer Handelsminister unter Franco, 1965–1976 erster EU-Botschafter Spaniens

### Wissenschaft
- Peter Berglar (1919–1989) – deutscher Historiker und Escrivá-Biograf
- Johannes Bonelli – Medizinethiker, Mitgründer und Leiter des Wiener IMABE-Instituts, war ab 1996 Mitglied der Päpstlichen Akademie für das Leben
- Raphael Bonelli, Psychiater, ehemaliger Numerarier
- Jutta Burggraf (1952–2010) – deutsche Pädagogin und Theologin, lange in Ausbildungshäusern des Opus Dei in Deutschland tätig, zuletzt Professorin an der Opus-Dei-Universität in Pamplona
- Maria del Carmen Tapia (1925–2016) – 1948 Eintritt, spanische Sekretärin Escrivás und Leiterin der Frauenabteilung, 1966 Austritt, Hochschullehrerin im Bereich Religion an der Universität Kalifornien
- Jorge Cervós-Navarro (1930–2021) – katalanischer Neuropathologe an der FU Berlin, seit 1953 am Aufbau des Opus Dei in Deutschland beteiligt
- Johannes Grohe – Priester des Opus Dei, deutscher Theologe und Historiker
- Scott Hahn – US-amerikanischer Theologieprofessor der Universität Steubenville
- Friedrich Kummer – österreichischer Internist und Hochschullehrer
- Guadalupe Ortiz de Landázuri Fernández de Heredia (1916–1975) – spanische Chemikerin, seit 1944 Opus-Dei-Mitglied, 2019 seliggesprochen
- Alberto Moncada – spanischer Soziologe und Jurist, 1949 Eintritt, Mitinitiator der korporativen Opus-Dei-Universität Piura/Peru, 1969 Austritt, Hochschullehrer und Vizepräsident des spanischen UNESCO-Büros
- Stefan Mückl – deutscher Priester des Opus Dei, Rechtswissenschaftler und Hochschullehrer
- Raimon Panikkar (1918–2010) – britischer Staatsbürger, geboren in Barcelona, 1940 Eintritt in das Opus Dei, 1946 Priester des Opus Dei, Religionsphilosoph, 1965 ausgetreten und innerhalb des Opus Dei verfemt
- Enrique H. Prat – Bioethiker und Wirtschaftsethiker, Mitgründer und Geschäftsführer des Wiener IMABE-Instituts
- Martin Rhonheimer – Schweizer Priester des Opus Dei, 1990–2020 Professor für Ethik und politische Philosophie an der Päpstlichen Universität vom Heiligen Kreuz in Rom
- Luis Romera – Priester des Opus Dei, 2008–2016 Rektor der Päpstlichen Universität vom Heiligen Kreuz in Rom
- Klaus Steigleder – Universitätsprofessor für Philosophie und bekannter Opus-Dei-Aussteiger und Experte
- Hans Thomas – langjährige Führungsperson des Opus Dei in Deutschland, Leiter des Kölner Lindenthal-Instituts, Geschäftsführer der Münchener Rhein-Donau-Stiftung sowie Präsident der Schweizer Limmat Stiftung (2004–2013)

### Wirtschaft/Gewerbe
- Miguel Fisac († 2006) – spanischer Architekt, 1936 Gefährte Escrivás bei der Gründung des Opus Dei, 1955 ausgetreten, bedeutender Zeitzeuge für die Gründungsepoche
- Dora del Hoyo (1914–2004) – 1944 Opus-Dei-Eintritt, Hauswirtschafterin Escrivás
- Martin Kastner – aus der Grazer Handelsdynastie Kastner & Öhler
- José María Ruiz Mateos (1931–2015) – Präsident der Rumasa, trat 1963 dem Opus Dei bei
- César Ortiz-Echagüe Rubio – spanischer Architekt, Mitarbeiter Escrivás und Leitungsfunktionär, 1984 bis 1996 Regionalvikar (Leiter) des Opus Dei in Deutschland
- Luis Valls Taberner (1926–2006) – Numerarier seit 1945, Präsident der spanischen Banco Popular 1972 bis 2004, Hauptfinanzier des Opus Dei und wichtiger Geldgeber Papst Johannes Paul II.[1]
- Juan Vilá Reyes – 1969 Präsident der Matesa
- Gianmario Roveraro (1936–2006) – italienischer Profisportler und Bankier, 2003 einer der Protagonisten des Parmalat-Skandals
- Isidoro Zorzano Ledesma (1902–1943) – spanischer ehrwürdiger Diener Gottes, 1930 eines der ersten Opus-Dei-Mitglieder, Ingenieur
- Antonio Zweifel (1938–1989) – schweizerischer ehrwürdiger Diener Gottes, 1962 Eintritt in das Opus Dei, Initiator und Führungsmitglied der Limmat-Stiftung
- José Ignacio López de Arriortúa (1941) – spanischer Automobilmanager (GM, VW)

### Publizistik
- Greg Burke – amerikanischer Journalist, seit 2012 Kommunikationsberater des Vatikans, 2016 bis 2018 Pressesprecher des Heiligen Stuhls
- Rafael Calvo Serer (1916–1988) – spanischer Publizist und Herausgeber, Regimekritiker in der Zeit des Franquismus
- Ricardo Estarriol (1937–2021) – einer der beiden ersten spanischen Laien-Numerarier in Österreich, Osteuropaexperte, 1964 Journalist
- Susanne Kummer – österreichische Journalistin (Die Presse, Kleine Zeitung) und seit 2014 Pressesprecherin von Opus-Dei-Österreich
- Jürgen Liminski (1950–2021) – deutscher Journalist, bis 2015 Redakteur und Moderator beim Deutschlandfunk
- Joaquín Navarro-Valls (1936–2017) – von 1984 bis 2006 Direktor des Pressebüros des Heiligen Stuhls
- Stephan Schmidt (1962–2013) – deutscher Journalist, früherer Redakteur der Wirtschaftswoche, 2006 bis 2010 Pressesprecher des Erzbistums Köln und Chefredakteur der Kölner Kirchenzeitung

### Sport
- Isaac Viciosa (* 1969) – spanischer Leichtathlet
- Luis Felipe Areta Sampériz (* 1942) – spanischer Leichtathlet, 1980 zum Priester geweiht